# Фатеево (Тюменская область)
Фате́ево — село в Вагайском районе Тюменской области. Административный центр Фатеевского сельского поселения.

## География
Село находится недалеко от берегов реки Инжура и озера Сосновое.

### Часовой пояс
Село Фатеево, как и вся Тюменская область, находится в часовой зоне МСК+2. Смещение применяемого времени относительно UTC составляет +5:00.

## Население
| 2010 |
| ---- |
| 193  |

## Улицы
| - ул. Береговая, - ул. Лесная, - ул. Мира, | - ул. Молодёжная, - ул. Совхозная, - ул. Школьная. |